# Grömbach
Grömbach là một xã ở huyện Freudenstadt ở bang Baden-Württemberg thuộc nước Đức. Đô thị này có diện tích 12,18 km², dân số thời điểm 31 tháng 12 năm 2006 là 681 người.